# L'Empaillé
L'Empaillé est un journal trimestriel fondé en 2016 dans l'Aveyron.

## Ligne éditoriale
L'Empaillé adopte une ligne éditoriale qui l'a fait qualifier en 2020 par le Monde diplomatique de « journal de réflexion et de critique », ce dont, par exemple, Acrimed se fait l'écho en reproduisant sur le site de l'association un article publié dans le trimestriel.
Le journal était animé en 2016 par une douzaine de personnes et était alors tiré à 4 000 exemplaires. L'Empaillé affiche une ligne directrice globalement altermondialiste, antilibérale, anti-capitaliste et libertaire, dénonçant par exemple ce qu'Acrimed désigne comme le « quasi-monopole de la presse imprimée sur la région Occitanie » détenu, selon lui, par le groupe La Dépêche.
En juillet 2020, le journal avait publié huit numéros. Bien que basé dans l'Aveyron, à Marcillac-Vallon, il est disponible hors du département.
À partir de 2021, L'Empaillé est passé sur une formule et une diffusion régionale, avec un tirage variant entre 22 000 et 29 000 exemplaires. Disponible dans tous les kiosques de la région Occitanie et dans de nombreux lieux (librairies, cafés associatifs, etc.), il relaie les luttes sociales, écologiques, féministes et anti-racistes, et enquête sur les pouvoirs politiques, économiques et médiatiques. Son slogan phare est « L'Empaillé aux barricades, La Dépêche aux ordres ».
CQFD estime que le journal « suit la trace de (ses) grands cousins qui font vivre le journalisme local indépendant, engagé et curieux depuis quelques années : Le Postillon à Grenoble, La Brique à Lille (dont certains du journal aveyronnais sont des transfuges), La Lettre à Lulu à Nantes ».
Le média indépendant est soutenu en juin 2022 par le Fonds pour une presse libre.